# Isser Harel
Isser Harel (Vitebsk, 30 novembre 1911 – Tel Aviv, 18 febbraio 2003) è stato un agente segreto israeliano nato in Russia.
Rivestì incarichi di elevatissima responsabilità nei servizi di sicurezza di Israele: in particolare fu il primo direttore dello Shin Bet dal 1948 al 1952 e subito dopo il secondo direttore del Mossad, mantenendone la guida per ben undici anni (1952-1963). Fu anche importante uomo politico e scrittore saggista.
Storicamente merita di essere ricordato soprattutto per il suo ruolo di coordinatore nell'investigazione che per 15 anni ha ricercato il criminale di guerra nazista Adolf Eichmann, fino alla celeberrima e controversa cattura in Argentina.

## Biografia

### Infanzia e giovinezza
Isser Harel era nato a Vitebsk, Russia (oggi Bielorussia), in una famiglia numerosa e agiata. Non ci è stata tramandata la data esatta di nascita perché il libro di Ghemarah in cui era registrata l'informazione è andato disperso per la vicissitudini della Rivoluzione russa del 1917 e della prima guerra mondiale. La famiglia aveva una fabbrica di aceto a Vitebsk.
Era un dono di sua nonna materna, che aveva una concessione per produrre aceto in buona parte della Russia zarista. Il piccolo Harel aveva cinque anni quando esplose la rivoluzione, e Vitebsk passò varie volte in mano ai Bianchi e poi ai Rossi. In un'occasione poté assistere a un comizio di Lev Trotsky.
Isser e la sua famiglia caddero in ristrettezze quando il regime sovietico confiscò le loro proprietà. Nel 1922 la famiglia emigrò dall'URSS a Daugavpils, in Lettonia. Durante il viaggio, alcuni soldati bolscevichi rubarono le loro valigie, contenenti quel che restava dei loro averi. A Daugavpils Isser frequentò, completandole, la scuola primaria e la secondaria. Crescendo, sviluppò una coscienza nazionale ebraica e aderì a un'organizzazione giovanile sionista.
A 16 anni, iniziò a progettare l'emigrazione in Israele. Durante questa fase preparatoria, lavorò in agricoltura, con l'intento di integrarsi in un kibbutz. All'esordio del Massacro di Hebron del 1929, i suoi amici decisero di accelerare i tempi dell'espatrio, per rinforzare l'insediamento ebraico in Palestina. Furono confezionati documenti opportunamente contraffatti, attestanti per il diciassettenne Isser l'età di 18 anni e l'idoneità a ottenere un passaporto britannico.

### L'arrivo in Palestina
All'inizio del 1930 emigrò in Palestina. Attraversò l'Europa da nord a sud per imbarcarsi su una nave a Genova, portando con sé una pistola nascosta in un tozzo di pane. Ebbe una figlia dal primo matrimonio, che attualmente lavora presso lo Shabak (servizio di sicurezza generale, equivalente al nostro AISI) in Israele. Nel 1948 fu promosso capo del primo servizio di sicurezza, lo Shin Bet.

#### Capo del Mossad
Il 22 settembre 1952 Harel divenne capo del Mossad. Fu il primo uomo a ricevere il titolo ebraico di HaMemuneh ("Il Responsabile"), un'allusione all'unicità della sua posizione di capo di entrambi i servizi segreti civili israeliani (Mossad e Shin Bet/Shabak). Fu preposto alla caccia all'uomo, protrattasi per 15 anni, che fu coronata dalla cattura di Eichmann. Questi era stato il responsabile per il coordinamento tecnico della cosiddetta soluzione finale della questione ebraica. L'operazione terminò nel maggio 1960, con il colpo di mano con cui il Mossad clandestinamente deportò il ricercato dall'Argentina a Israele. Harel stilò un resoconto di tutta la vicenda nel suo The House on Garibaldi Street.

### Carriera politica
Dopo aver lasciato il Mossad a seguito dell'operazione Damocle, Harel si dedicò alla politica. Aderì alla neonata Reshima Mamlakhtit (Lista Nazionale, in ebraico רשימה ממלכתית) fondata da Ben Gurion prima delle elezioni del 1969, e fu eletto alla Knesset, dove il partito aveva conquistato quattro seggi. Tuttavia, dopo le dimissioni di Ben Gurion, il partito iniziò a disgregarsi, con due parlamentari passati al Likud e due al Partito Laburista Israeliano. Di conseguenza, Harel perse il proprio seggio alle elezioni del 1973.